# ジェームズ・ヘイ
ジェームズ・スタンレー・ヘイ（James Stanley Hey、1909年5月3日 - 2000年2月27日）はイギリスの物理学者。レーダーに混信する電波源が太陽であることを示し、1946年はくちょう座の電波源を発見した。

## 来歴
ランカシャー出身。1931年マンチェスター大学卒業。
イギリス陸軍のORチームを経て1940年からレーダー施設の技術スタッフとなった。1942年2月、沿岸警戒レーダーに混信が見られ、ヘイは混信が日の出と共に増加し、日没ともに減少したことから、電波源がその後発生が報告された太陽フレアに関係したものであったと結論した。1946年 S.J.パーソンズ、J.W. フィリップらとはくちょう座の2度角の範囲にある強い電波源の発見を発表した。これは今日はくちょう座Aとして知られている。1978年王立協会フェロー選出。